# Kanał Gdynia – Bydgoszcz
Kanał Gdynia – Bydgoszcz – niezrealizowany projekt  kanału żeglugowego z lat 30. XX wieku. Planowany na terenie województwa pomorskiego kanał miał połączyć Port morski Gdynia z dorzeczem Wisły omijając terytorium  Wolnego Miasta Gdańsk.
Budowa kanału oraz regulacja Wisły umożliwiłyby  transport węgla drogą wodną z Górnośląskiego Zagłębia Węglowego do portu w Gdyni, co pozwoliłoby znacznie obniżyć koszty jego eksportu w porównaniu do transportu kolejowego magistralą węglową. Inwestycja miałby także istotny wpływ na ożywienie gospodarcze  polskiego Pomorza i Kaszub. Koszty budowy kanału szacowano na 150 milionów złotych, a regulacji Wisły na 350 mil. zł. Plan budowy kanału i związane z nim zagadnienia gospodarcze przedstawiono 9 sierpnia 1937 r. na konferencji Izby Przemysłowo-Handlowej w Gdyni. Po II wojnie światowej Wolne Miasto Gdańska i cała Wisła znalazły się w Polsce, zatem projekt stracił rację bytu.

## Planowana trasa kanału
- Kanał Przemysłowy w Gdyni
- Dolina Chylonki
- Dolina Zagórskiej Strugi ku jeziorze Marchowo
- Jezioro Tuchom
- Jezioro Głębokie
- Radunia
- Jezioro Trzebno
- Jezioro Ostrzyckie
- Jeziora Raduńskie
- Jezioro Stężyckie
- Rakownica
- Jezioro Wieprznickie
- Jezioro Garczyn
- Graniczna
- Jezioro Graniczne
- Jezioro Sudomie
- Trzebiocha
- Wda
- Jezioro Radolne
- Jezioro Wdzydze
- Kanał Wdy
- Kanał Niechwaszcz
- Wielki Kanał Brdy
- Jezioro Bielinie
- Jezioro Białe
- Bielska Struga
- Jezioro Okierskie
- Jezioro Mętne
- Jezioro Chłodne
- Jezioro Główka
- Jezioro Cekcyńskie
- Jezioro Miały
- Jezioro Gwiazda
- Jezioro Lucimskie
- Jezioro Wielkie Boruny
- Jezioro Małe Boruny
- Jezioro Wielkie Strzyżyny
- Brda
- Bydgoszcz[3]